# Stearns County
Stearns County är ett administrativt område i delstaten Minnesota i USA, med 150 642 invånare. Den administrativa huvudorten (county seat) är St. Cloud.

## Politik
Stearns County tenderar att rösta republikanskt. Republikanernas kandidat har vunnit countyt i samtliga presidentval under 2000-talet. I valet 2016 vann republikanernas kandidat med 59,8 procent av rösterna mot 32,1 för demokraternas kandidat, vilket är den största segern i countyt för en kandidat sedan valet 1956.

## Geografi
Enligt United States Census Bureau har countyt en total area på 3 600 km². 3 482 km² av den arean är land och 118 km² är vatten.    

### Angränsande countyn
- Todd County och Morrison County - norr
- Benton County och Sherburne County - öst
- Wright County - sydost
- Meeker County och Kandiyohi County - söder
- Pope County - väst
- Douglas County - nordväst

### Orter
- Albany
- Avon
- Belgrade
- Brooten (delvis i Pope County)
- Clearwater (delvis i Wright County)
- Cold Spring
- Eden Valley (delvis i Meeker County)
- Elrosa
- Freeport
- Greenwald
- Holdingford
- Kimball
- Lake Henry
- Meire Grove
- Melrose
- New Munich
- Paynesville
- Richmond
- Rockville
- Roscoe
- St. Anthony
- St. Augusta
- St. Cloud (huvudort, delvis i Benton County och Sherburne County)
- St. Joseph
- St. Martin
- St. Rosa
- St. Stephen
- Sartell (delvis i Benton County)
- Sauk Centre
- Spring Hill
- Waite Park